# Phylaki
Phylaki è un villaggio moderno e un sito archeologico a Creta.
Il sito, scoperto nel 1981, è un esempio di tomba a thòlos del tardo minoico IIIA. Almeno 9 sepolture furono effettuate qui.
I reperti rinvenuti includono una collana d'oro che conteneva 28 rosette d'oro, amuleti, armi e utensili di bronzo. Le decorazioni in avorio di una scatola di legno comprendono: teste dei guerrieri con elmi di zanna di cinghiale, placche decorate con capre selvatiche, sfingi e scudi a otto.